# ヒダボタン
ヒダボタン（飛騨牡丹、学名：Chrysosplenium nagasei）は、ユキノシタ科ネコノメソウ属の多年草。

## 特徴
植物体は、葉腋に褐色の毛があるほかは無毛。根出葉は花時まで生存し、卵円形で、長さ1.5-4.5cn、幅1-3cm、基部はほとんど無柄か短い葉柄がある。花茎をつけない枝がよく発生し、長く伸び、2-3対の大きな葉でロゼットをつくる。ロゼット葉は、円みがあり、広楕円形または扇状円形で、長さ幅ともに1-3cm、基部に短い葉柄があるかまたは無柄、縁には5-10対の内曲した低鋸歯があり、表面は緑色、裏面は白みがかった緑色をしている。
花期は4-5月。花茎は直立し、高さは5-13cmになり、暗紅紫色をおびる。ふつう花茎に1対の小さな茎葉がある。集散花序は小型。花序を取り囲む苞葉は卵形から楕円形で、縁は鈍鋸歯状、色は鮮やかな黄色。花は大型で、径3.7-4.6mmになる広鐘形。萼裂片は4個で花時に直立し、長さは1.4-1.7mmになり、円形または扁円形で先端は切形または凹形、色は黄色または緑色がかった黄色になる。花弁は無い。雄蕊は8個あり、萼裂片と同じ長さかそれより短く、長さ1.5-1.7mm。花糸は花時の葯の1.5-2.2倍の長さ。裂開直前の葯は赤色で、長さ0.6-0.8mm。花柱は2個あり、細く、先細で、萼裂片から突き出ることはない。果実は朔果で斜開し、2個の心皮は大きさが異なり、宿存性の花糸は、萼裂片と同じ長さかそれより短い。種子は多数あり、広楕円形で、長さ約0.8mm、縦に約12個の肋骨状の隆条があり乳頭状突起が接して並ぶ。

## 分布と生育環境
日本固有種。本州中央部の岐阜県、福井県南東部、長野県西部に分布するが、本州西部の兵庫県、鳥取県、島根県、山口県の内陸部で散在している。山地の谷沿いなどの陰湿地に生育する。

## 名前の由来
種小名（種形容語）nagasei は、本種の発見者である岐阜県高山市の植物研究家の長瀬秀雄への献名。

## 新種記載
岐阜県の植物研究家である長瀬秀雄は、飛騨地方一帯に変わったボタンネコノメソウがあることを発見した。植物学者の若林三千男と大場秀章は、長瀬の案内で現地調査をしたところ、その「変わったボタンネコノメソウ」は花柱や雄蕊が萼裂片から突出しない点ではボタンネコノメソウに似ているが、花がかなり大きく、葯が赤色で萼裂片が黄色であることなど、ボタンネコノメソウとは異なる特徴を持ったものであることが確認された。若林らは、さらにホクリクネコノメ群の中でのこの植物の分類学的位置づけを明確にするため、この植物、ボタンネコノメソウおよびホクリクネコノメの花、萌果、種子表面の形態などの解析と分布調査を行った。その結果、この植物は新種であることが判明し、1995年に若林らによって、『植物分類, 地理』、Vol.46、「ネコノメソウ属ホクリクネコノメ群（ユキノシタ科）の一新種と群内の分類学的再検討」において、ヒダボタン Chrysosplenium nagasei と命名記載された。記載にあたっては、若林が1989年4月に岐阜県高山市上江名子町で採集されたものをタイプ標本とした。
若林らは、併せて、岐阜県揖斐郡旧徳山村採集の標本をタイプとしたヒメヒダボタン C. nagasei var. luteoflorum および 岐阜県養老郡養老町採集の標本をタイプとしたアカヒダボタン C. nagasei var. porphyranthes を新変種として記載した。

## 分類
日本産のネコノメソウ属の中で、本種、ボタンネコノメソウ、ホクリクネコノメの3種は、他のネコノメソウ属の種と比べると植物体が大きい。本種は萼裂片から雄蕊・花柱が突出しない点ではボタンネコノメソウと似るが、ボタンネコノメソウの萼裂片が赤褐色で葯が暗紅紫色であるのに対して、本種の萼裂片は黄緑色で葯は赤色であることが異なる。ホクリクネコノメは萼裂片より雄蕊・花柱が長く萼裂片を突出する。

## ギャラリー

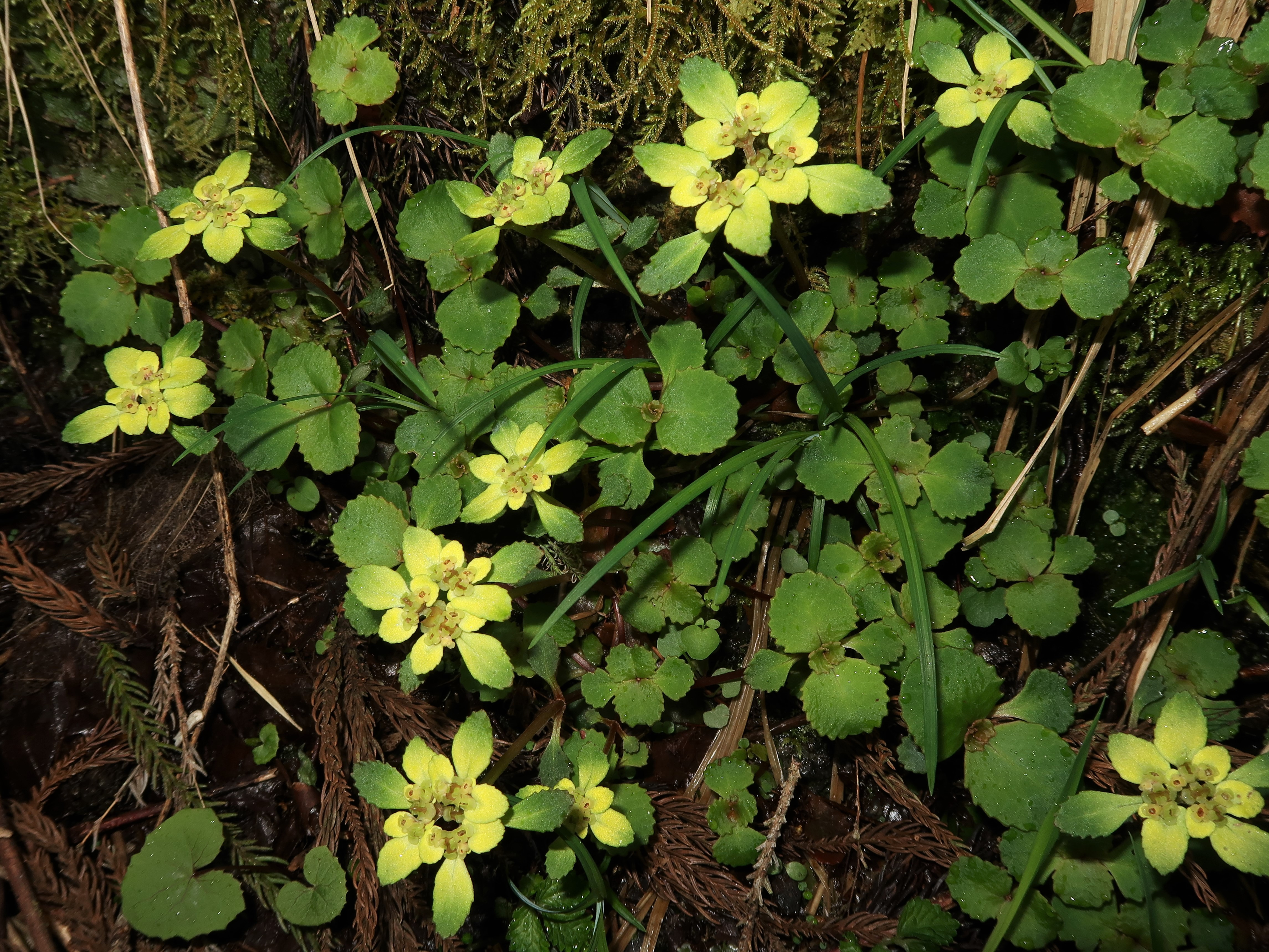
春に、山地の谷川沿いに群生する。
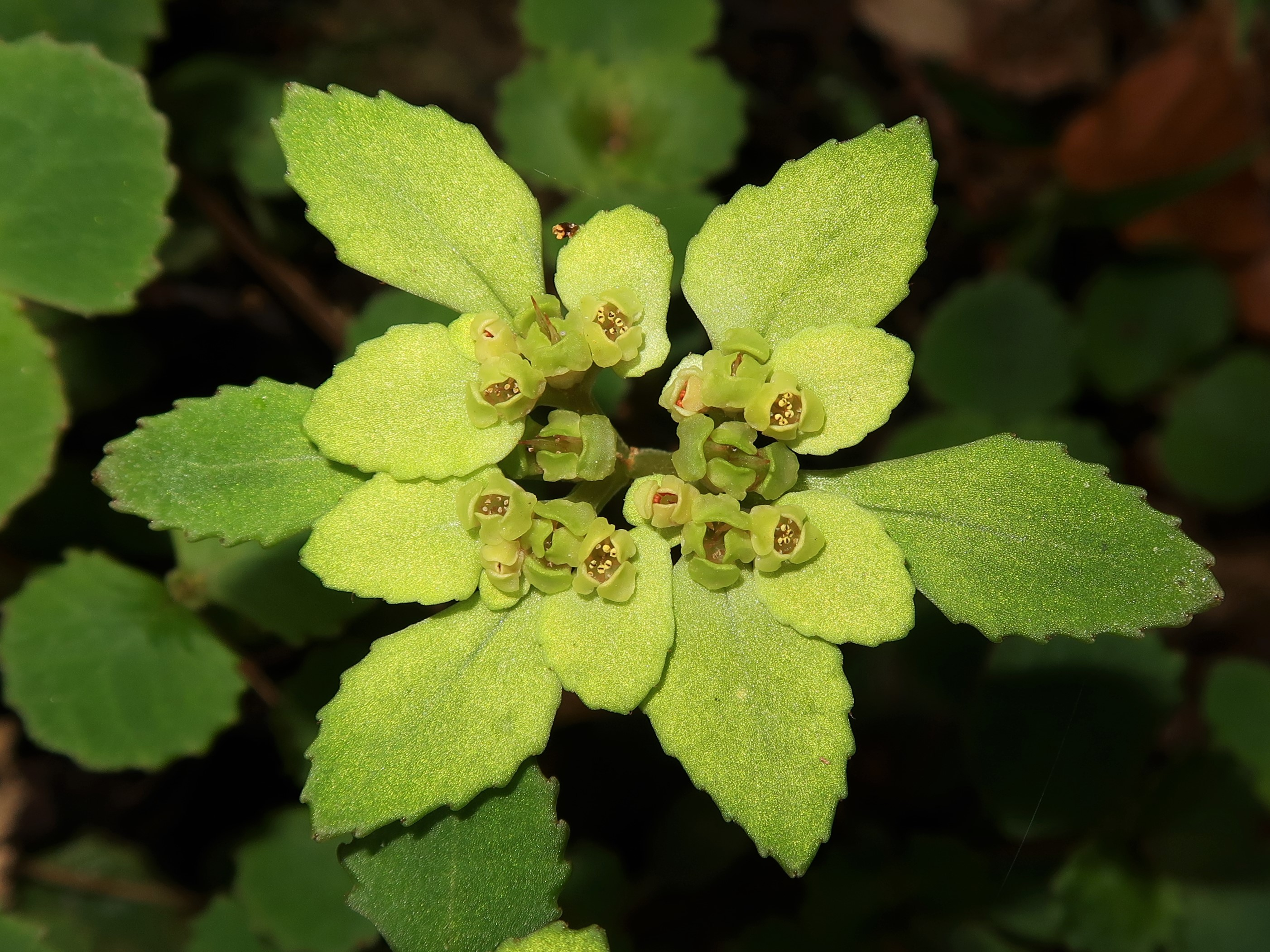
花序を取り囲む苞葉は卵形から楕円形で、縁は鈍鋸歯状、色は鮮やかな黄色。
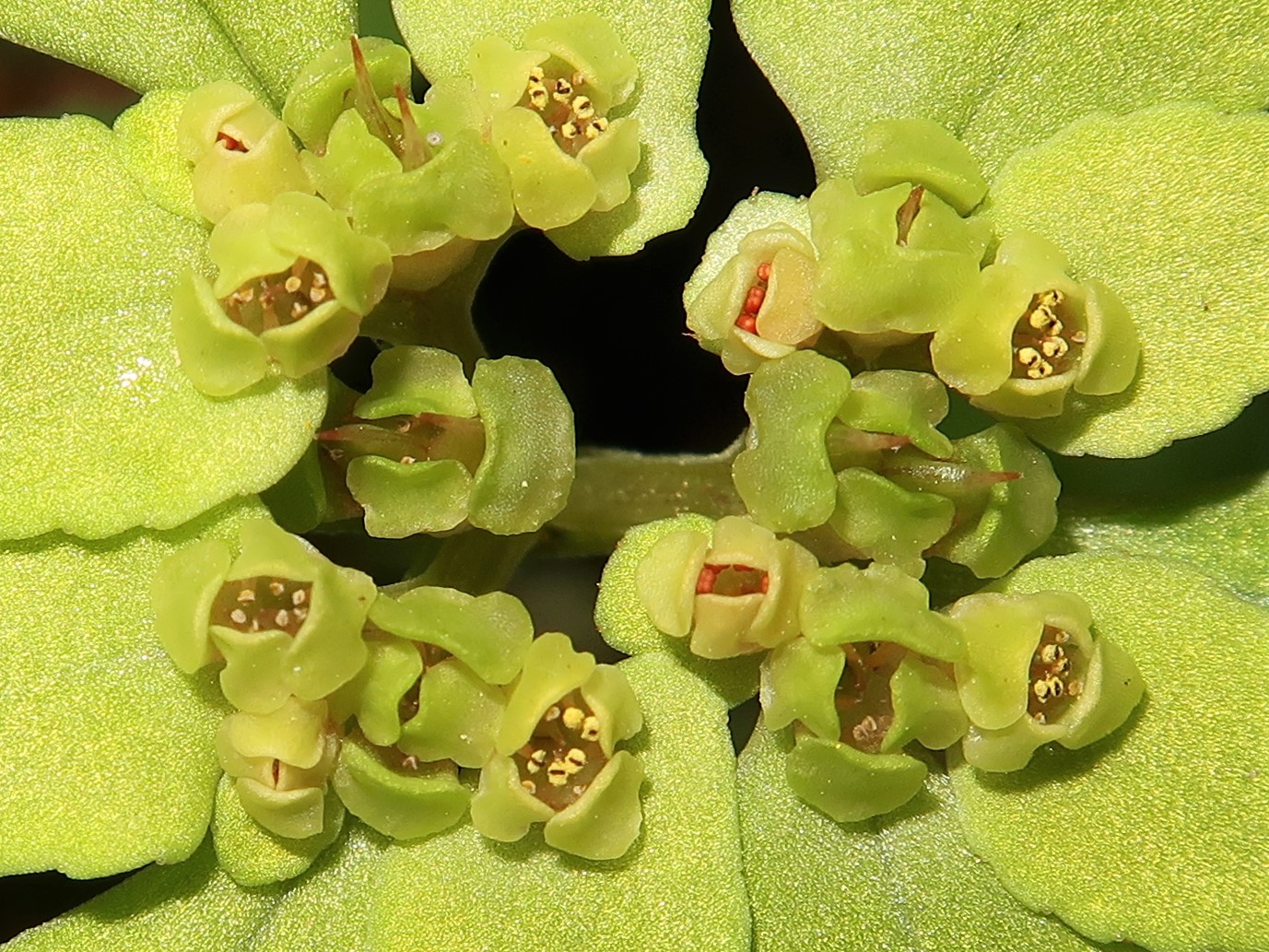
萼裂片は4個で、黄色または緑色がかった黄色。雄蕊は8個あり、萼裂片と同長または短い。裂開直前の葯は赤色。
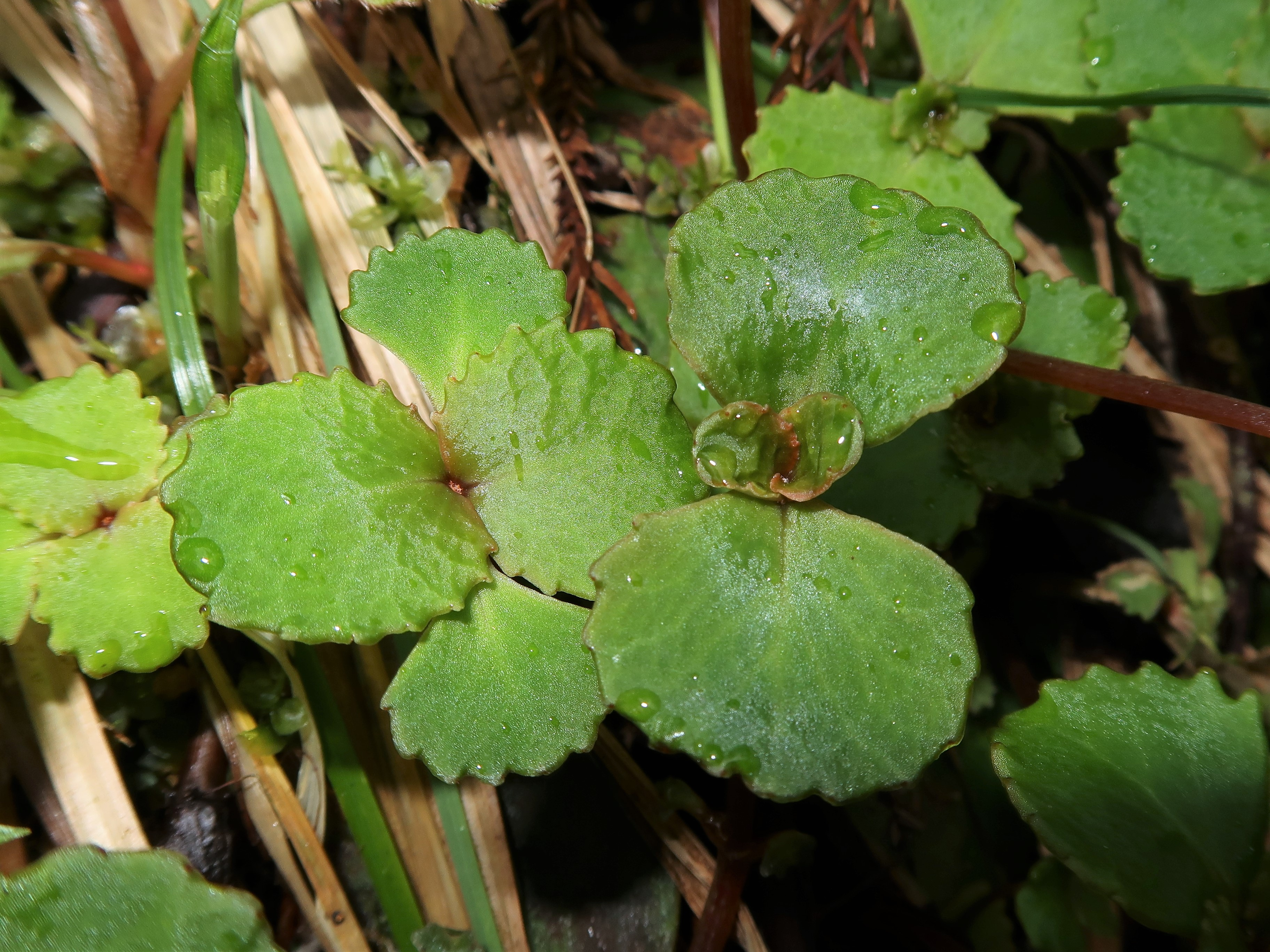
花茎が立たない走出枝のロゼット。

## 下位分類
- ヒメヒダボタン Chrysosplenium nagasei Wakab. et H.Ohba var. luteoflorum Wakab. et H.Ohba[6] - 花は径2.7-3.5mmになる鐘形で、基本種よりやや小さい。萼裂片は長さ1.4-1.6mmで、黄色または黄緑色。雄蕊は萼裂片より短く、裂開直前の葯は黄色。ボタンネコノメソウの品種であるキンシベボタンネコノメに似る。岐阜県北西部の揖斐郡・本巣市から福井県南東部の温見峠付近まで、滋賀県北東部の伊吹山地の西麓に分布する[5]。
- アカヒダボタン Chrysosplenium nagasei Wakab. et H.Ohba var. porphyranthes Wakab. et H.Ohba[7] - 花は径2.5-2.9mmになる鐘形で、基本種よりずっと小さい。萼裂片は長さ1.2-1.4mmで、赤褐色または暗紫色。雄蕊は萼裂片と同長か短く、裂開直前の葯は暗赤色。典型的なボタンネコノメソウによく似る。岐阜県西部の伊吹山地の東麓、岐阜県の養老山地、滋賀県・三重県の鈴鹿山脈の霊仙山から野登山にかけて分布する[5]。

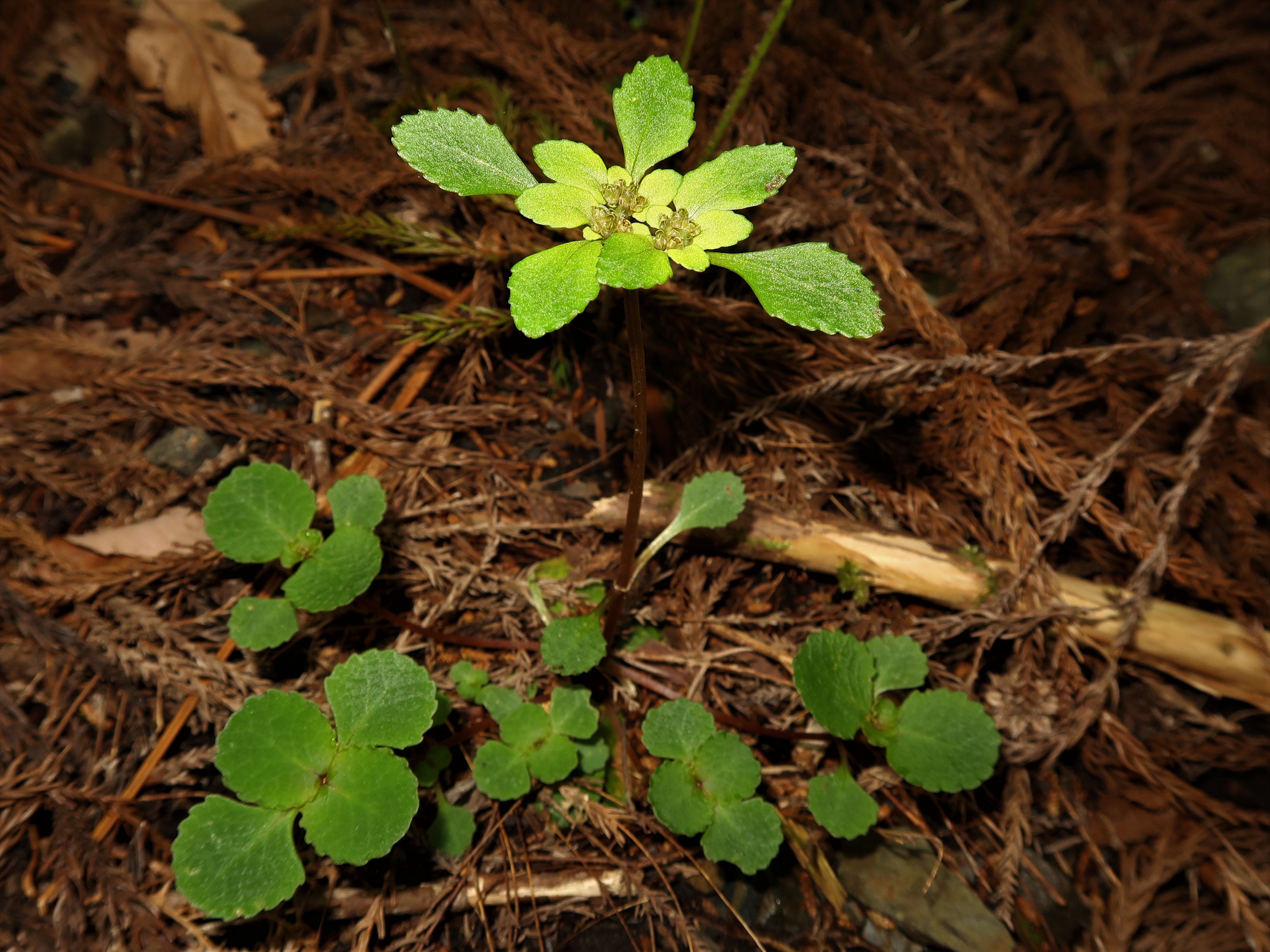
ヒメヒダボタン 滋賀県米原市 2019年4月
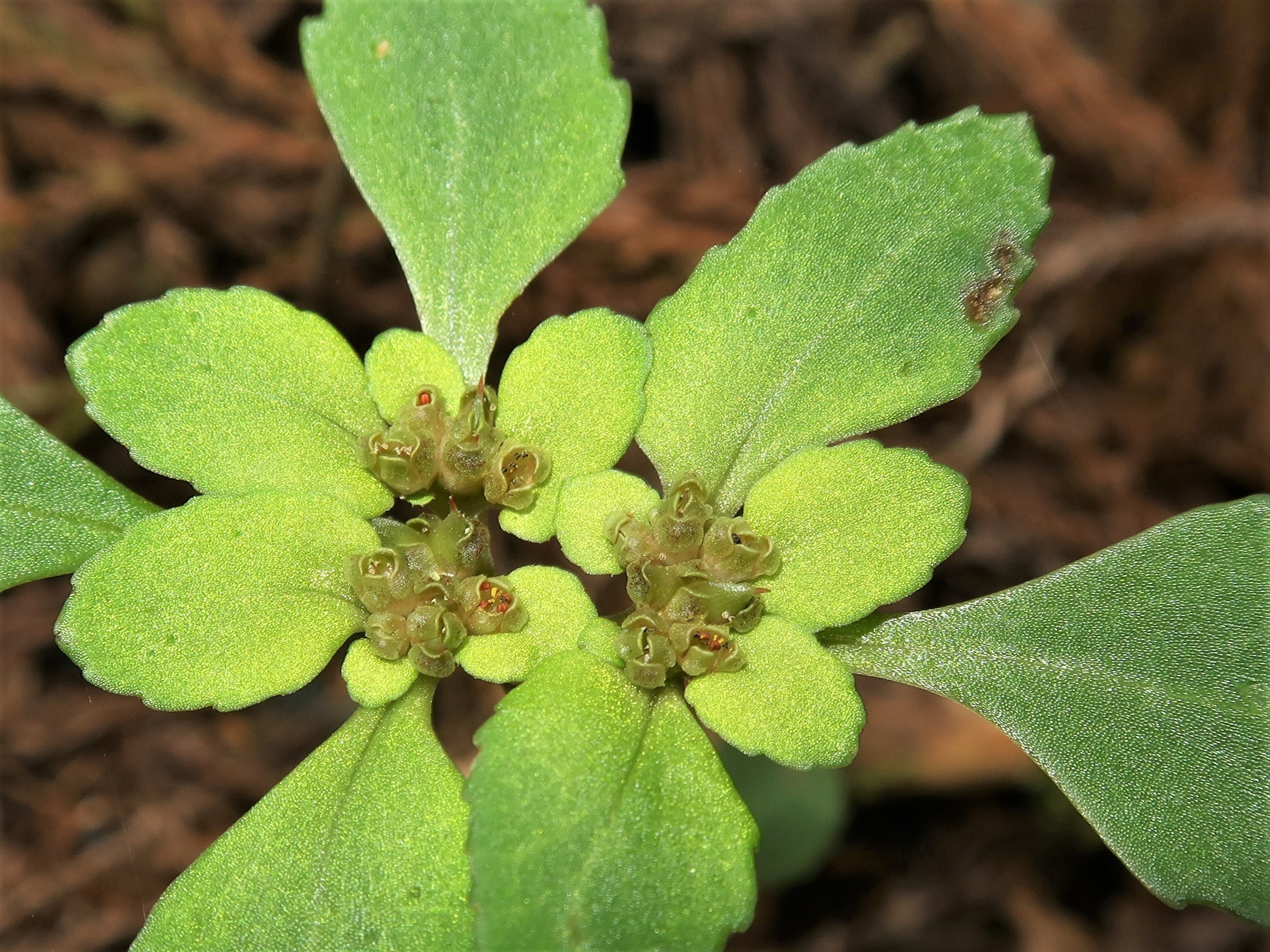
萼裂片は黄色または黄緑色。雄蕊は萼裂片より短く、裂開直前の葯は黄色。
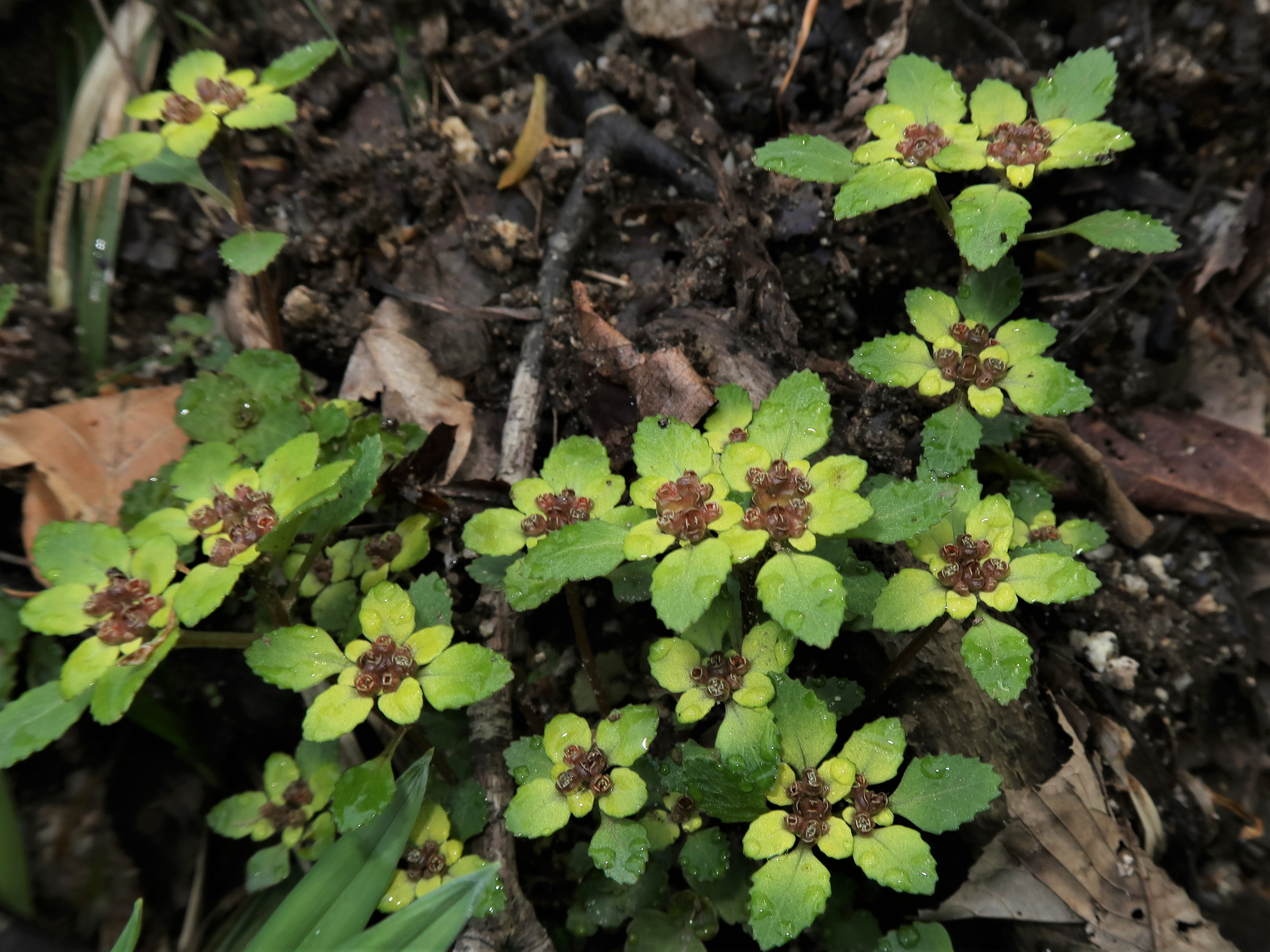
アカヒダボタン 岐阜県西濃地区 2019年5月
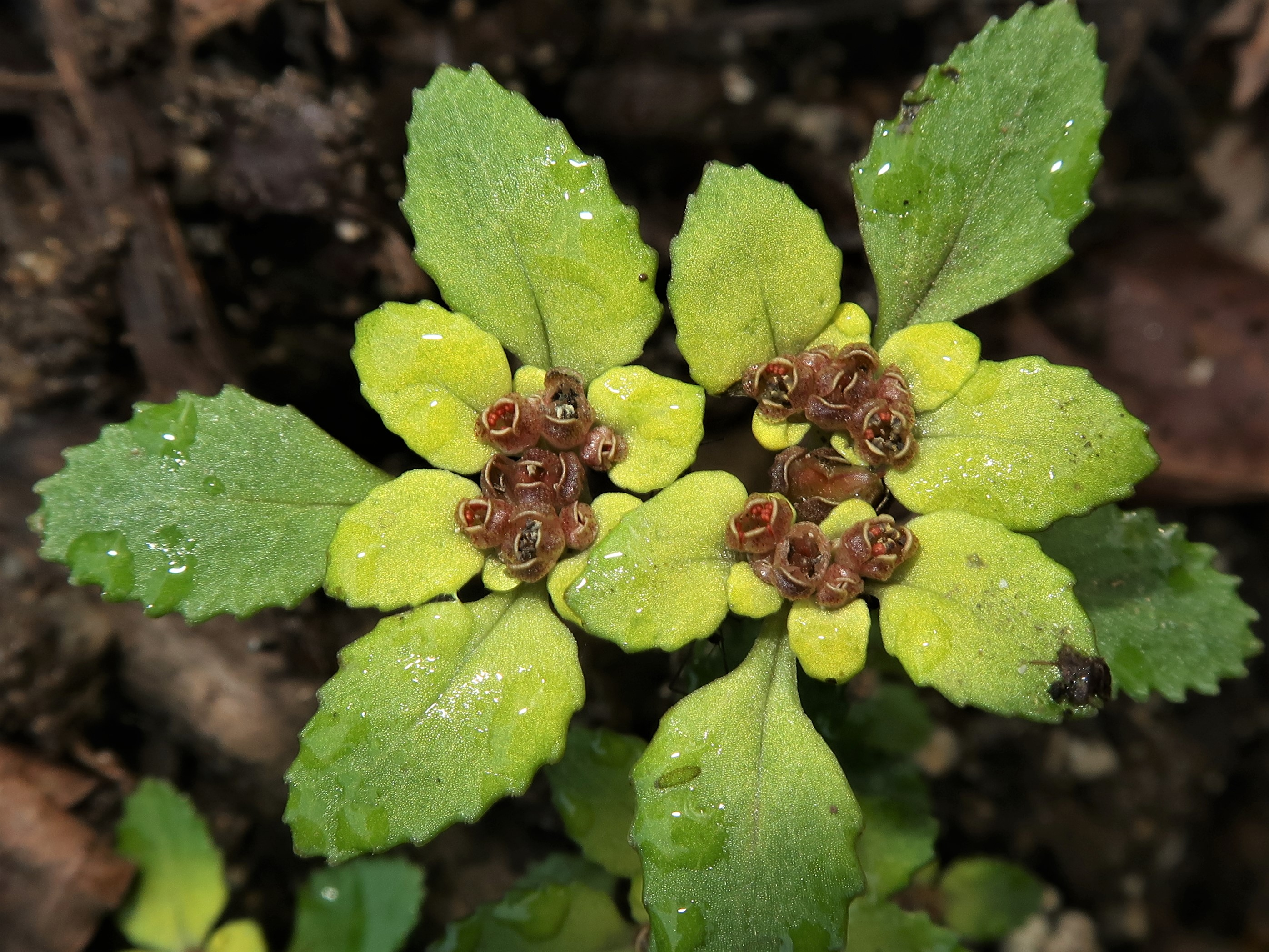
萼裂片は赤褐色または暗紫色。雄蕊は萼裂片と同長か短く、裂開直前の葯は暗赤色。